# Carlos Tomás de Lorena-Vaudemont

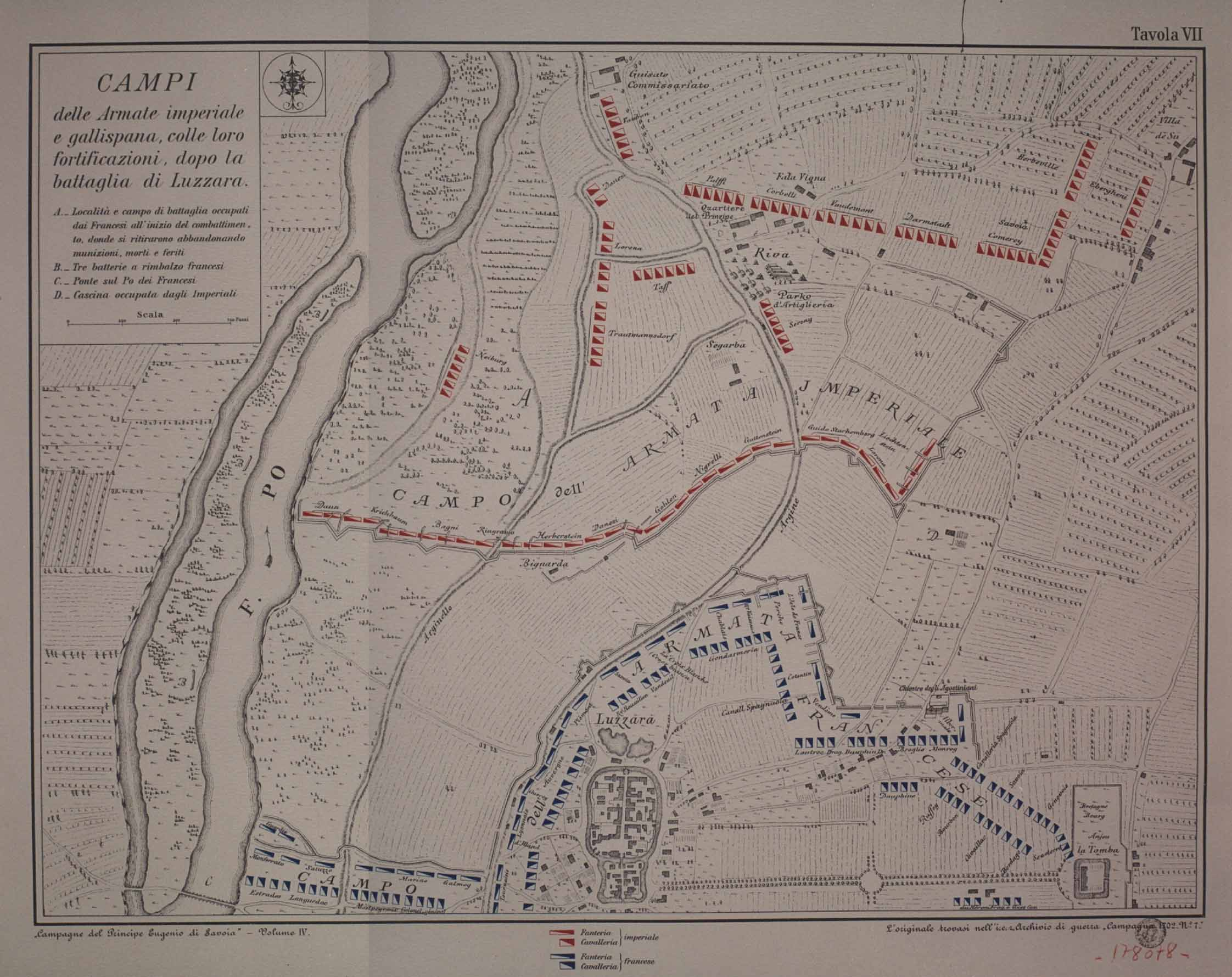
Batalla de Luzzara.

Carlos Tomás de Lorena (Bruselas 7 de marzo de 1670 - Ostiglia (Lombardía) 12 de mayo de 1704) fue príncipe de Vaudemont y mariscal de campo en el ejército austriaco.

## Biografía
Carlos Tomás era el único hijo de Carlos Enrique de Lorena, príncipe de Vaudemont y Commercy y Ana Isabel de Lorena-Elbeuf, y nieto de Carlos IV duque de Lorena. Al igual que sus antepasados sirvió en el ejército austriaco contra Francia. Hizo una brillante carrera y en 1700 fue nombrado caballero de la Orden del Toisón de Oro. Combatió en Italia, en el ejército del emperador, a las órdenes del príncipe Eugenio de Saboya, mientras su padre era el gobernador español del Ducado de Milán por el rey Felipe V de Borbón. Es decir, combatieron en distinto bando. Se distinguió en la batalla de Cremona y en la batalla de Luzzara, siendo nombrado mariscal de campo junto a Guido Starhemberg en febrero de 1704. Fue herido mortalmente en un combate menor cerca de Ostiglia el 8 de mayo, muriendo cuatro días después. No dejó descendencia.

## Títulos, cargos y distinciones
- 1670-1704 Príncipe de Lorena-Vaudemont.
- 1700-1704 Caballero de la orden del Toisón de Oro.
- 1700-1704 Mariscal de campo.

- Datos: Q473543
- Multimedia: Charles Thomas of Lorraine, Prince of Vaudémont / Q473543